# Aparatul digestiv

## Apparatus digestiv
Aparatul digestiv sau sistemul digestiv are loc intr-un tub lung de 9 metri, începe cu cavitatea bucala (pe aici intra hrana) si se termina cu rectul aparatului digestiv(pe aici se îndepărtează substanțele neasimilate). Partile principale sunt: cavitatea bucala, faringele, esofagul, stomacul si intestinele. Gura, prima porțiune a tubului se afla in cavitatea bucala. Aici au loc cele mai importante sub procese ale digestiei, începând cu descompunerea moleculelor mari in molecule mai mici, dizolvabile. 

## Tractul gastrointestinal superior
Tractul gastrointestinal superior este compus din: cavitatea bucală, faringe, esofag și stomac.
În interiorul gurii, hrana este mestecată și salivată cu ajutorul dinților și a limbii. După ce ajunge destul de omogenă pentru a nu răni esofagul, mâncarea este înghițită, parcurgând faringele și esofagul până în stomac. În stomac este supusă acizilor gastrici și este descompusă, nu complet însă.

## Tractul gastrointestinal inferior
Tractul gastrointestinal inferior este compus din:
- Intestin subțire
  - duoden
  - jejun
  - ileon
- Intestin gros
  - cecum
  - colon
  - rect
- Anus

Intestinul subțire digeră mai departe hrana, cu ajutorul glandelor anexe, până la cele mai fine particule, pentru a putea fi transferate în sânge. În cecum sunt digerate ultimele resturi digerabile, ca mai apoi resturile nedigerabile (fecalele) să fie amestecate cu celule și microorganisme moarte și să fie eliminate prin anus.

## Organe anexe
Organele anexe aparatului digestiv au rol doar în digestie. Acestea sunt ficatul, glandele salivare și pancreasul. Ficatul produce bila, iar vezica biliară o depozitează și o varsă în tractul gastrointestinal. Pancreasul de asemenea varsă în intestinul subțire bicarbonat și diverse enzime care au și ele un rol important în digestie.